# Ибрат
Ибрат (узб. Ibrat / Ибрат) — посёлок городского типа в Бувайдинском районе Ферганской области Узбекистана и является центром этого района. Он был образован в результате переименовании старого центра -  Бувайдинского района Ферганской области - села Янгикурган в 2015 году. Расположен в южной части района, в 12 км от железнодорожной станции Фуркат и 20 км к югу от Коканда.

## Население
| 1989 |
| ---- |
| 7502 |